# ミュージック・フォー・トーチング
『ミュージック・フォー・トーチング』(Music for Torching) は、ジャズ・シンガーであるビリー・ホリデイが、トーチソングを集めて1955年に録音し、クレフ・レコードからリリースしたアルバム。このアルバムは、彼女がこのレーベルからリリースした最初の12インチLP盤だったが、それまでに彼女は4枚の10インチLP盤をこのレーベルから出していた。
録音は、ロサンゼルスにおいて、2回のセッションにわたって、別々の2日に、次のアルバムとなった『ヴェルヴェット・ムード (Velvet Mood)』(MG C-713) に収録された曲の録音も併せておこなわれた。
オリジナルのLP盤に収録された楽曲は、それぞれ作詞作曲者が異なる8曲であり、後年にリリースされたCD盤も多くは同じ構成になっている。ただし、1995年には日本のポリドール・レコードが、曲順を大きく変え、ボーナストラックを追加した18曲入りのCD盤をリリースしており、その後2012年から同内容がMEG-CDで供給されている。
| 専門評論家によるレビュー | 専門評論家によるレビュー |
| レビュー・スコア         | レビュー・スコア         |
| 出典                     | 評価                     |
| ------------------------ | ------------------------ |
| Allmusic                 | [ 6 ]                    |

## 収録曲

### LP盤
1955年のオリジナル盤の構成は、その後の多くのCDにおいても踏襲されている。
| #  | タイトル                                                                                         | 作詞・作曲                                                 | 時間 |
| -- | ------------------------------------------------------------------------------------------------ | ---------------------------------------------------------- | ---- |
| 1. | 「イット・ハド・トゥ・ビー・ユー - "It Had to Be You」                                           | アイシャム・ジョーンズ、ガス・カーン                       | 4:02 |
| 2. | 「カム・レイン・オア・カム・シャイン - "Come Rain or Come Shine」                                | ハロルド・アーレン、ジョニー・マーサー) - 4:23             | 7:26 |
| 3. | 「アイ・ドント・ウォント・トゥ・クライ・エニモア - "I Don't Want to Cry Anymore」                | ヴィクター・シャーツィンガー                               | 3:55 |
| 4. | 「アイ・ドント・ウォント・トゥ・クライ・エニモア - "I Don't Stand a Ghost of a Chance with You」 | ヴィクター・ヤング、ネッド・ワシントン、ビング・クロスビー | 4:29 |

| #  | タイトル                                                            | 作詞・作曲                               | 時間 |
| -- | ------------------------------------------------------------------- | ---------------------------------------- | ---- |
| 1. | 「ア・ファイン・ロマンス - "A Fine Romance"」                       | ジェローム・カーン、ドロシー・フィールズ | 3:35 |
| 2. | 「風と共に去りぬ - "Gone with the Wind"」                           | アリー・リューベル、ハーブ・マジッドソン | 3:26 |
| 3. | 「君にこそ心ときめく - "I Get a Kick Out of You"」                  | コール・ポーター                         | 5:42 |
| 4. | 「イズント・ジス・ア・ラヴリー・デイ - "Isn't This a Lovely Day?"」 | アーヴィング・バーリン                   | 4:16 |

### ボーナストラック付きCD盤（1995年）
1995年のボーナストラック付き日本盤CDの構成は、その後2012年からMEG-CDにおいて提供されている。
| #   | タイトル | 作詞・作曲                                                         |
| --- | --- | ------------------------------------------------------------------ |
| 1.  | 「アイ・ドント・ウォント・トゥ・クライ・エニモア - "I Don't Want to Cry Anymore"」                                | ヴィクター・シャーツィンガー                                       |
| 2.  | 「プレリュード・トゥ・ア・キッス - "Prelude to a Kiss"」                                                          | デューク・エリントン、アーヴィング・ゴードン、アーヴィング・ミルズ |
| 3.  | 「ゴースト・オブ・ア・チャンス - "(I Don't Stand a) Ghost of a Chance (with You)"」                               | ビング・クロスビー、ネッド・ワシントン、ヴィクター・ヤング         |
| 4.  | 「ホェン・ユア・ラヴァー・ハズ・ゴーン - "When Your Lover Has Gone"」                                             | アイナー・アーロン・スワン                                         |
| 5.  | 「風と共に去りぬ - "Gone with the Wind"」                                                                         | アリー・リューベル、ハーブ・マジッドソン                           |
| 6.  | 「プリーズ・ドント・トーク・アバウト・ミー・ホェン・アイム・ゴーン - "Please Don't Talk About Me When I'm Gone"」 | サム・H・ステプト、シドニー・クレア                                |
| 7.  | 「イット・ハド・トゥ・ビー・ユー - "It Had to Be You"」                                                           | アイシャム・ジョーンズ、ガス・カーン                               |
| 8.  | 「ナイス・ワーク・イフ・ユー・キャン・ゲット・イット - "Nice Work If You Can Get It"」                            | ジョージ・ガーシュウィン、アイラ・ガーシュウィン                   |
| 9.  | 「降っても晴れても - "Come Rain or Come Shine"」                                                                  | ハロルド・アーレン、ジョニー・マーサー                             |
| 10. | 「アイ・ガット・ア・ライト・トゥ・シング・ザ・ブルース - "I Gotta Right to Sing the Blues"」                      | ハロルド・アーレン、テッド・ケーラー                               |
| 11. | 「ホワッツ・ニュー? - "What's New?"」                                                                             | ボブ・ハガート、ジョニー・バーク                                   |
| 12. | 「ア・ファイン・ロマンス（別テイク） - "A Fine Romance" (alternative take)」                                      | ジェローム・カーン、ドロシー・フィールズ                           |
| 13. | 「ア・ファイン・ロマンス（マスター・テイク） - "A Fine Romance" (master take)」                                   | ジェローム・カーン、ドロシー・フィールズ                           |
| 14. | 「アイ・ハドント・エニワン・ティル・ユー - "I Hadn't Anyone till You"」                                           | レイ・ノーブル                                                     |
| 15. | 「アイ・ゲット・ア・キック・アウト・オブ・ユー - "I Get a Kick out of You"」                                      | コール・ポーター                                                   |
| 16. | 「エヴリシング・アイ・ハヴ・イズ・ユアーズ - "Everything I Have Is Yours"」                                       | バートン・レーン、ハロルド・アダムソン                             |
| 17. | 「イズント・ジス・ア・ラヴリー・デイ - "Isn't This a Lovely Day?"」                                               | アーヴィング・バーリン                                             |
| 18. | 「プレリュード・トゥ・ア・キッス（リハーサル） - "Prelude to a Kiss" (rehearsal excerpt)」                        | デューク・エリントン、アーヴィング・ゴードン、アーヴィング・ミルズ |

## パーソネル
- ビリー・ホリデイ - ボーカル
- ハリー・“スウィーツ”・エディソン - トランペット
- ベニー・カーター - アルト・サクソフォーン
- ジミー・ロウルズ（英語版） - ピアノ
- バーニー・ケッセル - ギター
- ジョン・シモンズ（英語版） - ベース
- ラリー・バンカー（英語版） - ドラムス